# Beciul domnesc din Odobești
Beciul domnesc din Odobești este un monument istoric aflat pe teritoriul orașului Odobești. În Repertoriul Arheologic Național, monumentul apare cu codul 175028.02.